# Antonio de Teffé
Antonio de Teffé, más conocido como Anthony Steffen, (Roma, 21 de julio de 1930 – Río de Janeiro, 4 de junio de 2004) fue un actor italo-brasileño que protagonizó diversos spaghetti westerns, lo cual le hizo gozar de gran popularidad en la Europa de finales de los años 60.
Antonio Luiz de Teffé von Hoonholtz, nacido en la embajada brasileña en Roma, en el Palacio Pamphilj, tenía sangre noble de un descendiente largo del conde (von Hoonholtz) originario de Prusia; su bisabuelo fue el gran barón de Tefé. Steffen nació primero de los hijos de Manoel de Teffe “von Hoonholtz (seguido de Federico de Teffe” y Melissa de Teffe “), quien fue campeón de carreras de Fórmula 1 y luego embajador brasileño. La tía abuela de Steffen fue Nair de Tefé von Hoonholtz, la primera mujer caricaturista en Brasil y la esposa del presidente brasileño Hermes Fonseca. Cuando todavía era un adolescente, Steffen, entonces conocido como Antonio, luchó junto a los partidarios italianos contra los nazis en la Segunda Guerra Mundial. Más tarde, y bajo el nombre de Antonio de Teffé, trabajó detrás de escena en varias producciones italianas a principios de la década de 1950 y luego apareció en varias películas, pero nunca se dio cuenta del estrellato. En 1962 tuvo un pequeño papel en Sodoma y Gomorra. Una aparición temprana de él en 1955 fue Gli Sbandati. De 1965 a 1975, el recientemente nombrado Anthony Steffen alcanzó una fama considerable en Europa y obtuvo el estatus de culto, protagonizado por 27 Spaghetti Westerns. Considerado un “italiano Clint Eastwood”, a veces fue criticado erróneamente por ser un actor rígido o de madera. Varias de sus películas fueron grandes éxitos de taquilla en Europa. Django the Bastard (también conocido como Stranger’s Gundown, 1969), una película producida y escrita por Steffen, se considera una inspiración para High Plains Drifter de Clint Eastwood. En varias de sus películas, Steffen jugó con otras estrellas occidentales de Spaghetti como Gianni Garko, Peter Lee Lawrence y William Berger. Además del género Western Spaghetti, Steffen también apareció en varias películas de Giallo, incluida The Night Evelyn Came Out of the Grave (1971). Sus roles y estado disminuyeron cuando el género Spaghetti Western cayó en mal estado. Mientras hacía una considerable fortuna con su carrera como actor, Steffen se embarcó en un estilo de vida jet-set. En su carrera, Steffen ha actuado con Sophia Loren, Gina Lollobrigida, Claudia Cardinale, Elke Sommer, Giuliano Gemma, Franco Nero, Gian Maria Volonté, Esmeralda Barros y muchas otras estrellas del cine estadounidense e italiano. Siempre considerado una gran estrella en Brasil debido a la popularidad de Spaghetti Western en el país sudamericano, Steffen regresó a Río de Janeiro, Brasil en la década de 1980, hasta que murió de cáncer el 4 de junio de 2004, a la edad de 73 años de edad. Ha conservado el estatus de culto con los fanáticos del cine italiano como quizás el protagonista más productivo de Spaghetti Western.

## Filmografía (incompleta)
- 1966 - 7 dólares al rojo
- 1966 - Baño de sangre al salir el sol
- 1966 - Una tumba para el sheriff
- 1967 - Huaracán sobre Mexico
- 1967 - Los cuatro salvajes
- 1967 - Un tren para Durango
- 1967 - Alambradas de violencia
- 1968 - ¿Quién grita venganza?
- 1968 - Django el bastardo
- 1968 - Una larga fila de cruces
- 1969 - Los pistoleros de Paso Bravo
- 1970 - Garringo
- 1970 - Arizona vuelve
- 1971 - Apocalipsis Joe
- 1972 - La Caza del Oro
- 1974 - Uno, dos, tres... dispara otra vez

- Datos: Q574025
- Multimedia: Anthony Steffen / Q574025